# プル (インド神話)
プル（Puru）またはプール（Pūru サンスクリット पूरु）は、インド神話の登場人物で、チャンドラヴァンシャ（月種族）の王。ヤヤーティとシャルミシュターの子で、ドルヒユ、アヌと兄弟。ヤドゥ、トゥルヴァスと異母兄弟。父ヤヤーティがシュクラの呪いによって年老いたとき、父の代わりに呪いを受けることを快く承諾し、自分の若さを父に貸し与えた。喜んだヤヤーティは千年間享楽に満ちた生活をした後に、プルに若さを返し、さらに王国を譲った。プルの子孫はパウラヴァと呼ばれ、この家系から後にパーンダヴァとカウラヴァが出た。